# 川合正矩
川合 正矩（かわい まさのり、1943年9月30日-  ）は、日本の経営者。日本通運社長、会長を務めた。静岡県榛原郡金谷町（現・島田市）出身。

## 来歴・人物
静岡県立藤枝東高等学校を経て、1966年に東京大学法学部を卒業し、日本通運に入社。九州営業本部長、取締役兼執行役員を経て、2003年6月に副社長に就任し、2005年5月には社長に昇格した。2011年6月から会長を務めた。社長時代に「ペリカン便」として展開していた宅配事業を日本郵政グループに譲渡。インド企業の買収により海外事業の強化に力を入れた。
2007年に国土交通省から自動車関係者功労者大臣表彰を受賞。